# Cribroendothyra
Cribroendothyra es un género de foraminífero bentónico considerado como nomen nudum e invalidado, aunque también considerado un sinónimo posterior de Quasiendothyra de la subfamilia Endothyrinae, de la familia Endothyridae, de la superfamilia Endothyroidea, del suborden Fusulinina y del orden Fusulinida. Su rango cronoestratigráfico abarcaba el Carbonífero inferior y medio.

## Discusión
Clasificaciones más recientes incluirían Cribroendothyraen el suborden Endothyrina, del orden Endothyrida, de la subclase Fusulinana de la clase Fusulinata.

## Clasificación
En Cribroendothyra no se ha considerado ninguna especie.